# Charles Burlingame

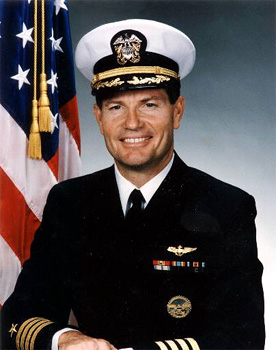
Charles Burlingame

Charles Frank Burlingame III (* 12. September 1949 in Saint Paul, Minnesota; † 11. September 2001 im Arlington County, Virginia) war ein US-amerikanischer Pilot der Fluggesellschaft American Airlines. Er war der Flugkapitän von AA 77 (American Airlines-Flug 77), dessen Flugzeug bei den Terroranschlägen am 11. September 2001 in das Pentagon geflogen wurde.

## Kindheit und Jugend
Charles Frank Burlingame wurde am 12. September 1949 als Sohn von Charles Burlingame jr. und Patricia Ann Burlingame geb. Meyer geboren. Vater Charles leistete Dienst in der United States Air Force, die Familie siedelte nach Kalifornien über.
In Kalifornien besuchte er die Anaheim High School, die er 1967 abschloss. Danach besuchte er die United States Naval Academy und erwarb dort 1971 seinen Bachelor in Luft- und Raumfahrttechnik.

## Berufliche Entwicklung
Charles Burlingame trat der Navy bei und wurde zum Marineflieger ausgebildet. Er wurde auf den Flugzeugträger Saratoga abkommandiert und flog Einsätze mit der F-4 Phantom bei der 103. Kampfstaffel. 1979 verließ er die Navy, blieb jedoch Reservist. Er meldete sich freiwillig zum Dienst während des Zweiten Golfkrieges 1991. Bis zu seinem endgültigen Austritt aus der Navy 1996 arbeitete er als Verbindungsoffizier im Pentagon.
1989 wurde Charles Burlingame von American Airlines angestellt, 1990 jedoch beurlaubt. Er arbeitete als Manager für Lockheed und kehrte 1994 zu American Airlines zurück. Hier erlangte er die Fluglizenz für die Boeing-Modelle 727, 757 und 767; zuerst wurde er auf Routen nach Südamerika eingesetzt. Um mehr Zeit für seine Familie zu haben, ließ er sich jedoch später auf transkontinentale Flüge versetzen. Burlingame war mit der Flugbegleiterin Sheri verheiratet und lebte mit ihr in Oak Hill, Virginia.

## AA 77
Am 11. September 2001 war Charles Burlingame als Pilot des Fluges 77 der American Airlines eingeteilt. Der Flug sollte vom Washington Dulles International Airport nach Los Angeles führen. An Bord der Boeing 757-223 befanden sich 58 Passagiere und sechs Besatzungsmitglieder. Der Start erfolgte mit einer zehnminütigen Verspätung um 8.20 Uhr Ortszeit. Zwischen 8:51 und 8:54 Uhr wurde das Flugzeug von fünf Terroristen gekapert. Laut einem Telefongespräch der Passagierin Barbara Olson mit ihrem Ehemann Theodore waren sowohl Kapitän Burlingame als auch der Erste Offizier David Charlebois ins Heck zu den anderen entführten Passagieren geschafft worden. Die Entführer unter dem Kommando von Hani Handschur lenkten die Maschine zurück nach Washington und flogen in die Westseite des Pentagons. Niemand an Bord überlebte, insgesamt wurden bei dem Anschlag 189 Menschen getötet, 64 an Bord der Boeing 757, weitere 125 im und am Pentagon.
Burlingame starb einen Tag vor seinem 52. Geburtstag und hinterließ seine Frau Sheri und seine Tochter Wendy. Er wurde auf dem Nationalfriedhof Arlington beigesetzt.

## Ehrungen

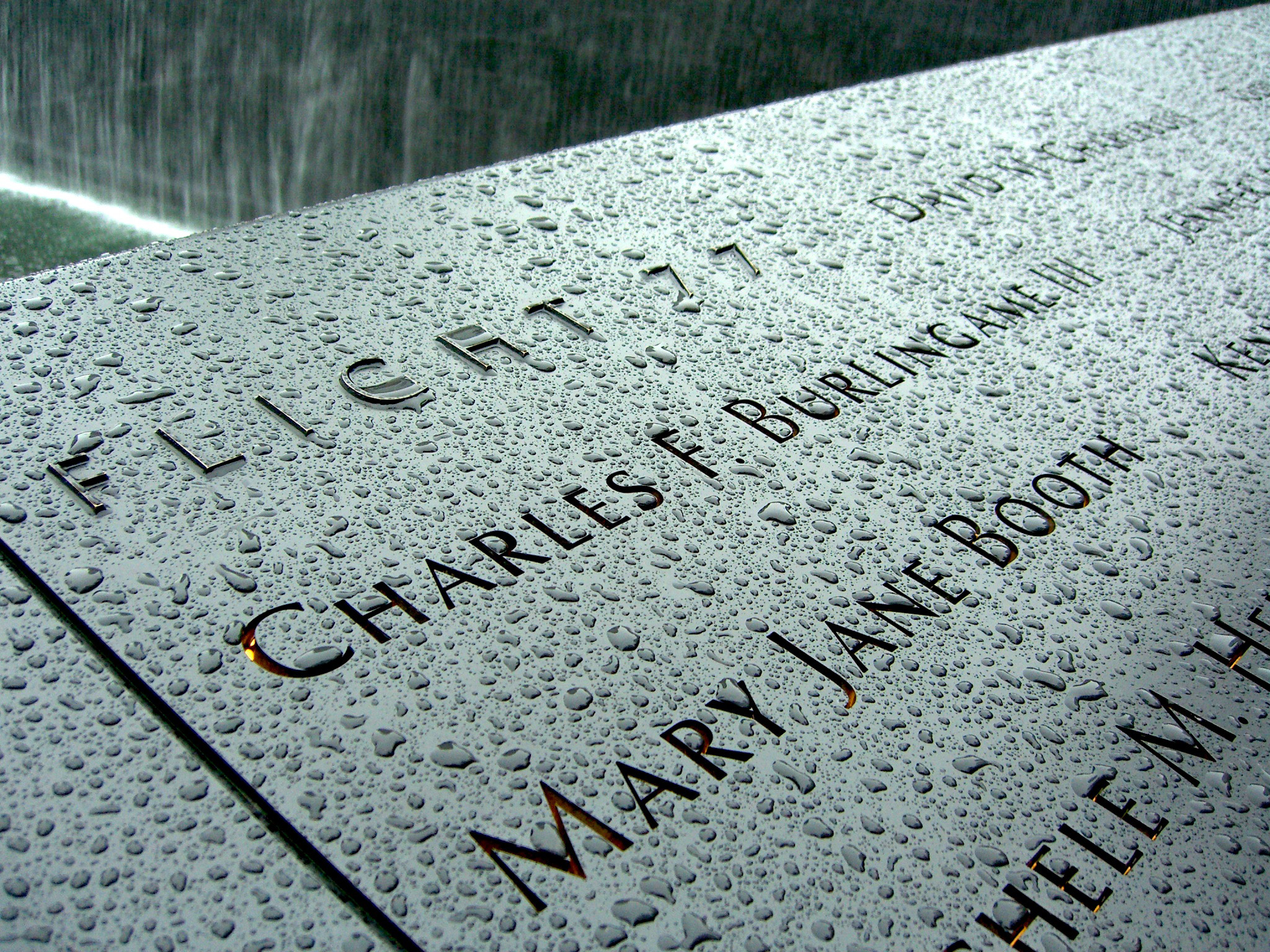

- Ehrendiplom der United States Navy Fighter Weapons School
- Auszeichnung mit der Defense Superior Service Medal
- Gravur seines Namens auf Panel 69 des South Pool im National September 11 Memorial and Museum[3]